# Managementul european
Managementul european este definit ca un „management social intercultural bazat pe o abordare interdisciplinară”  și are trei caracteristici:
1. O abordare a managementului european trebuie să ia în considerare diversele culturi din întreaga Europă și modul în care acestea afectează practica de afaceri, pentru a identifica aspecte comune și particulare în diferite obiceiuri de management și medii organizaționale.
2. Principiile managementului din întreaga Europă au fundamente care au o natură puternic socială.[3]
3. Managerii europeni trebuie să fie foarte adaptabili datorită mai multor contexte juridice, sociale, politice și economice diferite din Europa. O astfel de adaptabilitate este cuplată cu capacitatea de a adopta o abordare interdisciplinară.[4]

Managementul european este adesea pus în contrast cu cultura managementului american sau japonez. În timp ce americanii urmăresc riscul cu mai multă ușurință, europenii preferă să urmărească stabilitatea care duce la mai puține oportunități cu mai puține recompense financiare. Abordarea europeană este adesea considerată a fi mai echilibrată între eficiența economică și problemele sociale.

## Citiri suplimentare
- Calori Roland, De Woot Philippe (1995) A European Management Model: Beyond Diversity: Unity in Diversity. Prentice-Hall.
- Dickmann Michael, Sparrow Paul (2008) International Human Resource Management: A European Perspective. Routledge.
- Kaplan Andreas (2015) European business and management. Sage Publications Ltd., London.
- Thurley Keith, Wirdenius Hans (1989) Towards European Management, FT Prentice Hall.